# Hercostomus qingchenganus
Hercostomus qingchenganus är en tvåvingeart som beskrevs av Yang 1998. Hercostomus qingchenganus ingår i släktet Hercostomus och familjen styltflugor. Inga underarter finns listade i Catalogue of Life.